# Disneyland Memorial Orgy
Disneyland Memorial Orgy ist ein anzügliches Wimmelbild des amerikanischen Comiczeichners Wallace Wood. Es erschien erstmals im Mai 1967 als Centerfold im Satiremagazin The Realist und hat seither weite Verbreitung als Poster gefunden. Es stellt dar, wie die Comic-Figuren des Walt-Disney-Konzerns den Tod des im Dezember 1966 verstorbenen Firmengründers Walt Disney mit einer ausschweifenden Orgie in Disneyland feiern.

## Beschreibung
Woods Tableau zeigt die bekanntesten Figuren des Disney-Konzerns, wie sie sich hemmungslos sexuellen und anderen Ausschweifungen hingeben: Susi und Strolch treiben es ebenso ungeniert wie Goofy mit Minnie Maus, während ein recht verwahrlost wirkender Micky Maus daneben steht und sich einen Schuss Heroin setzt, Tick, Trick und Track schauen Daisy Duck unter den Rock, die Elfe Tinkerbell vollführt einen Striptease vor den Augen von Peter Pan, Dagobert Duck und Pinocchio, und so fort. Im Hintergrund erstrahlt das Cinderella Castle im Glanz von Dollarzeichen, während in der Bildmitte unten Pluto auf ein Micky-Maus-Plakat uriniert.

## Entstehung und Rezeption
Die Idee zum Cartoon stammte von Paul Krassner, damals Herausgeber des Realist. Die Inspiration lieferte ihm das berühmte Cover des Time-Magazins von 8. April 1966, das mit der Schlagzeile Is God Dead? betitelt war; Krassner kam nach einiger Überlegung zu dem Schluss, dass der Tod ihres Schöpfers für Mickey Maus, Donald Duck und all die anderen Disney-Figuren auch eine Befreiung bedeutet haben muss, die gebührlich gefeiert werden sollte.
Woods graphische Umsetzung der Idee erwies sich bald als durchschlagender Erfolg. Nachdem das Maiheft ausverkauft war, vertrieb Krassner Abzüge für zunächst je $1; die Originalzeichnung wurde jedoch aus der Druckerstube gestohlen.

## Rechtsstreitigkeiten
Der Disney-Konzern erwog zwischenzeitlich eine Klage gegen den Realist, sah aber schließlich davon ab, um nicht mehr Aufmerksamkeit auf das Werk zu lenken, und weil der zu erwartende Schadensersatz kaum den Aufwand lohnte. Erst als die Grundidee des Cartoons 1971 von der Underground-Comic-Anthologie Air Pirates Funnies aufgegriffen und zu einem mehrseitigen Strip ausgewalzt wurde, reichte der Konzern eine Klage wegen Urheberrechtsverletzung ein. Die vier angeklagten Künstler argumentierten, dass ihre Aneignung und Weiterverwertung der Disney-Figuren zum einen von der Pressefreiheit, zum anderen urheberrechtlich vom Prinzip des fair Use gedeckt sei. Der Bundesrichter Albert Charles Wollenberg, der zuvor 1962 mit seiner Verurteilung des Comedians Lenny Bruce wegen Verstößen gegen die Sittlichkeit Aufsehen erregt hatte, verurteilte die Angeklagten 1975 zu einer Schadensersatzzahlung in Höhe von $190.000. Diese Entscheidung wurde 1978 von einem Bundesberufungsgericht bestätigt; ein Revisionsantrag beim Obersten Gerichtshof der Vereinigten Staaten wurde im Januar 1979 abgewiesen.